# Тройская унция

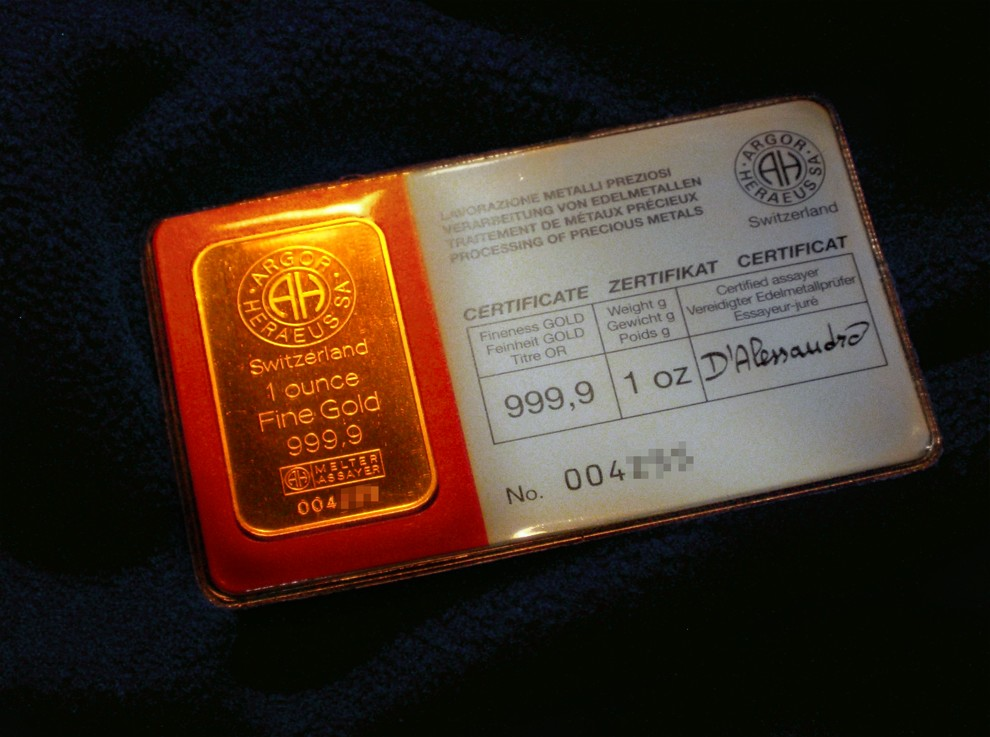
Тройская унция золота с сертификатом

Серебряная монета США массой в две тройских унции. Инвестиционная монета с изображением бурого медведя

Тро́йская у́нция (англ. troy ounce) — единица измерения массы, равная 31,1034768 грамма.

## Основные сведения
Английские термины troy ounce, troy weight, вероятно, происходят от города Труа (фр. Troyes) во Франции. В средневековые времена Труа был важным центром международной торговли и одним из городов - хозяев знаменитых шампанских ярмарок, где, как считается, применялось именно такое значение унции.
В современном мире тройская унция широко применяется в банковском, ювелирном деле для выражения массы драгоценных металлов, а также в некоторых других областях, например, в косметике для выражения массы особо ценных ингредиентов.
Международное обозначение тройской унции золота, серебра, платины и палладия, соответственно, — XAU, XAG, XPT, XPD.
Масса инвестиционных монет довольно часто указывается в долях тройской унции.

## Тройская система массы
Английский золотомонетный фунт (или тройский фунт, англ. troy pound) равняется 12 тройским унциям или 373,2417216 г. В настоящее время для выражения массы практически не используется. Его следует отличать от «обычного» английского фунта (англ. avoirdupois pound).
Тройский гран, масса которого совпадает с массой аптекарского и торгового грана, составляет 1/480 массы тройской унции.